# آندر بارنچیا
آندر بارِنچیا (باسکی: Ander Barrenetxea؛ زادهٔ ۲۷ دسامبر ۲۰۰۱) بازیکن فوتبال اهل اسپانیا است که در پست مهاجم برای باشگاه فوتبال رئال سوسیداد در لا لیگا بازی می‌کند.
وی همچنین در تیم‌های ملی فوتبال زیر ۱۸ سال اسپانیا و زیر ۱۹ سال اسپانیا بازی کرده‌است.